# メキシコシティ地下鉄

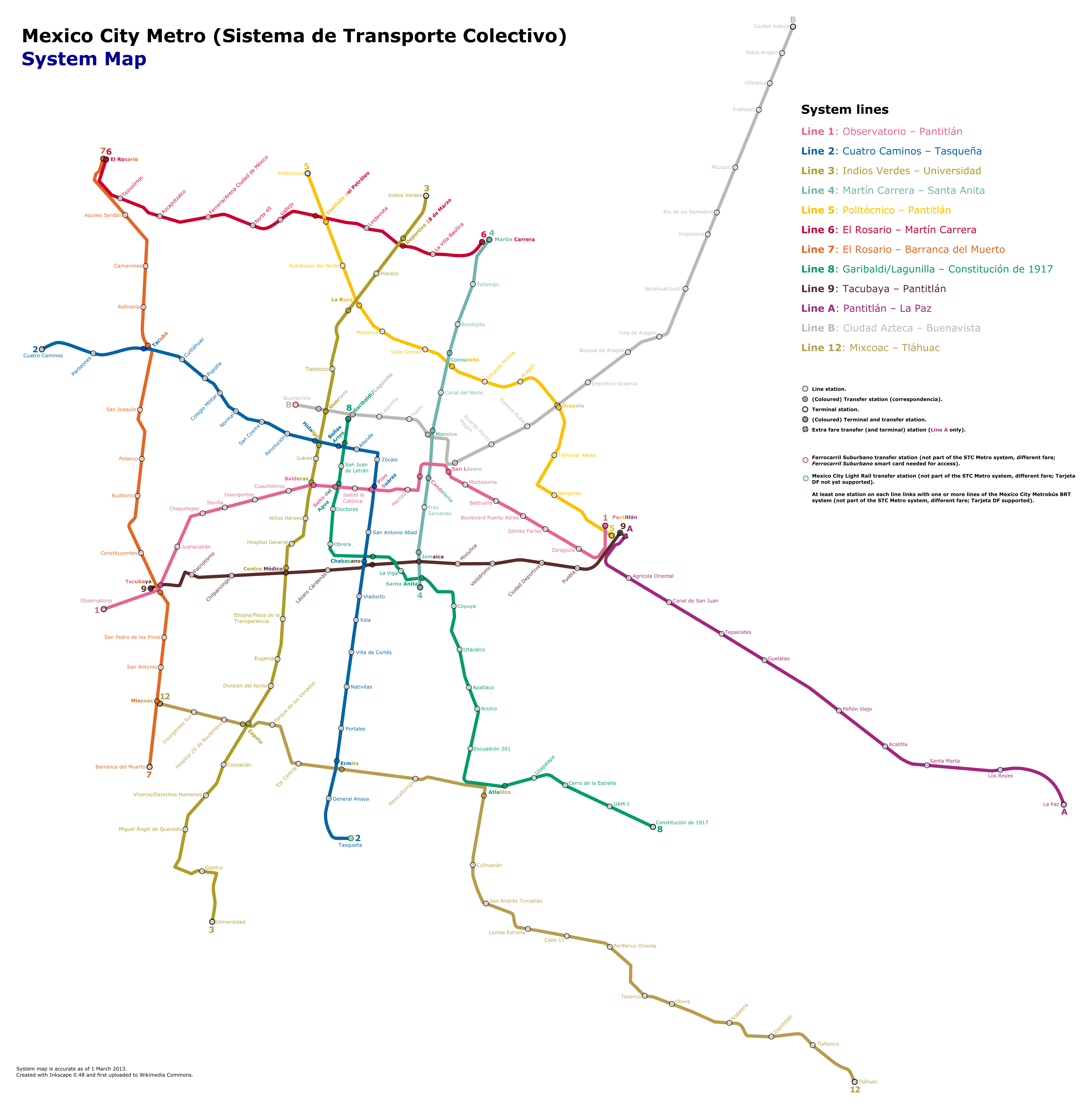
正縮尺に近い形で描いた路線図

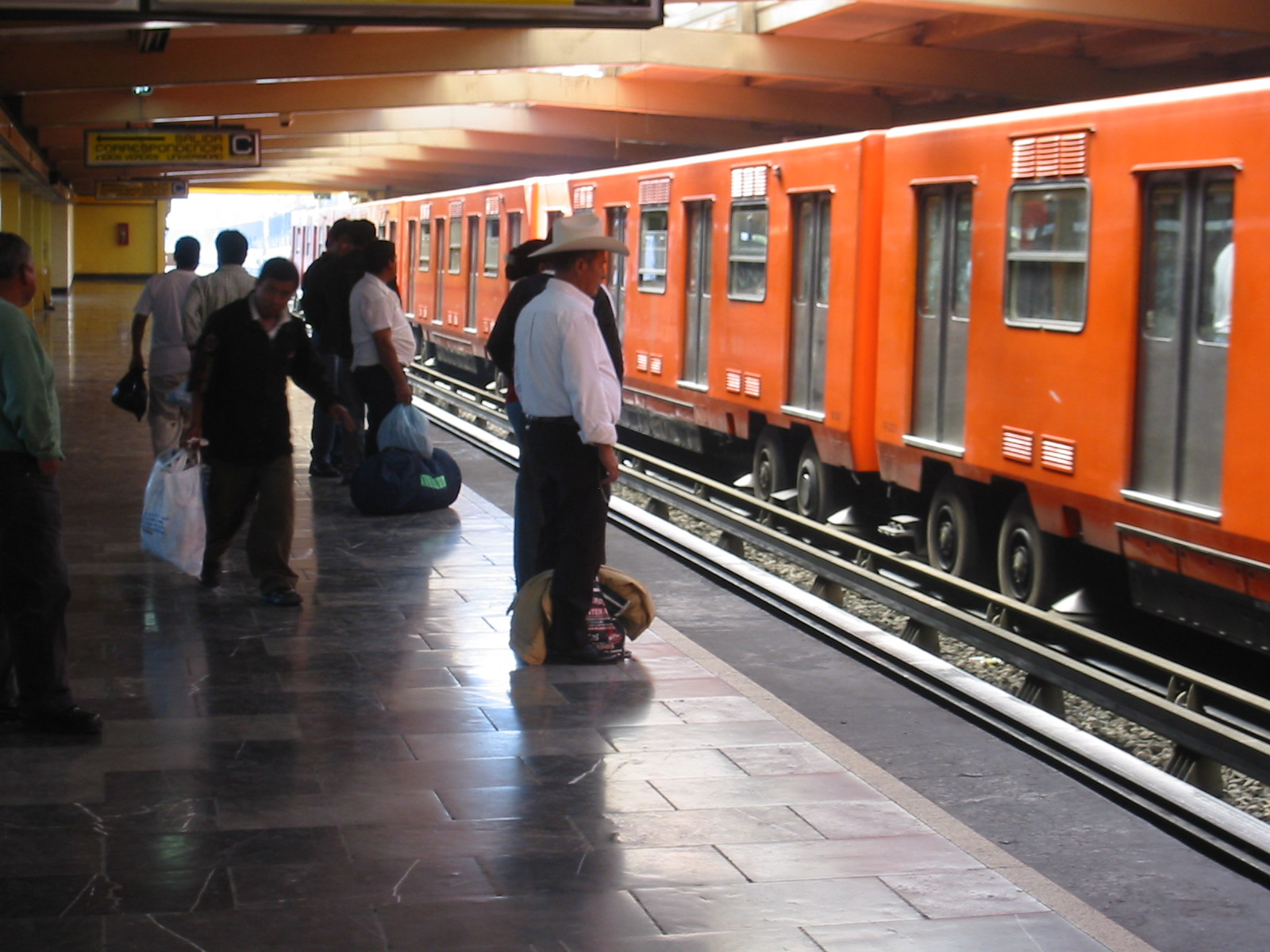
ゴムタイヤが装着された車両

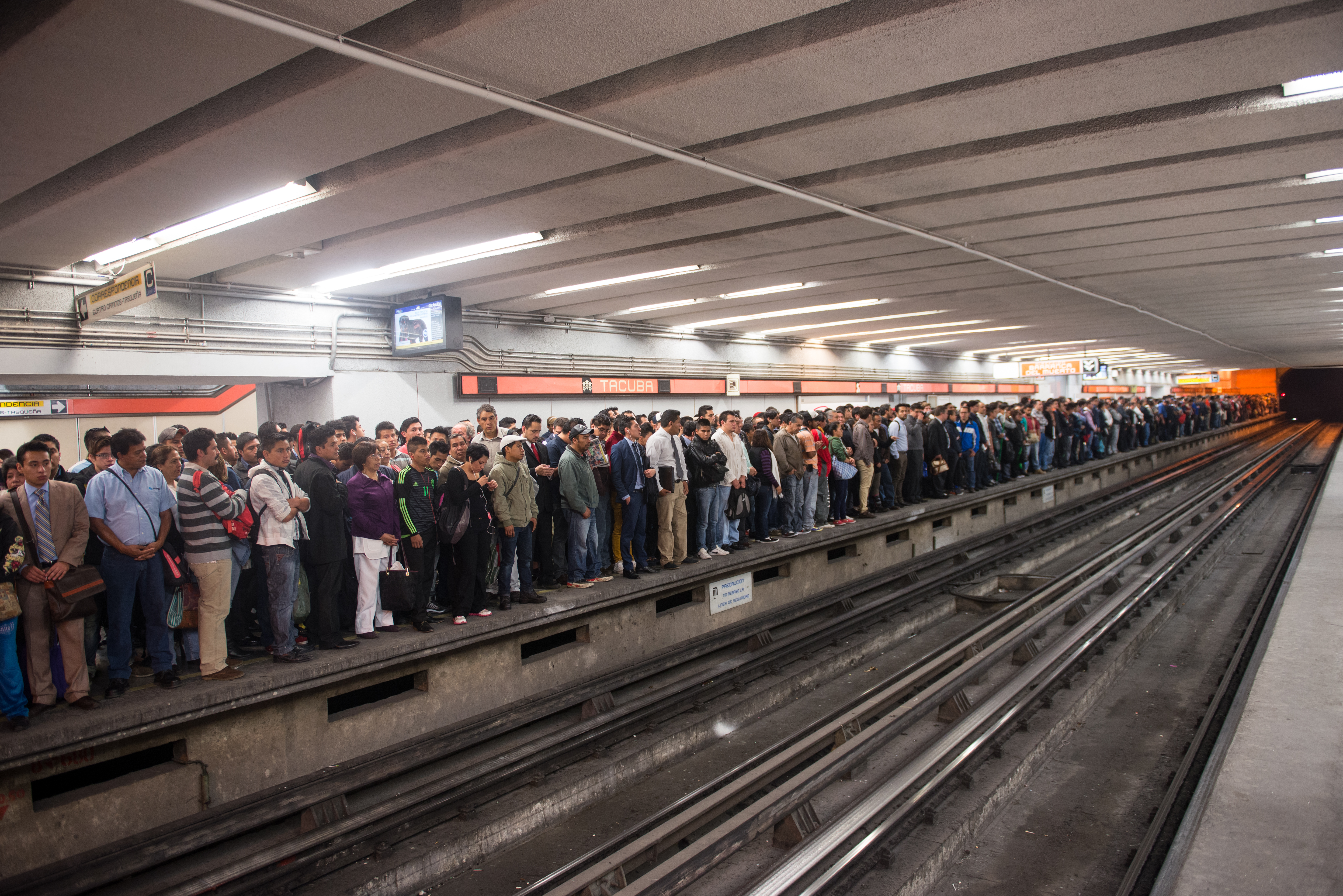
ラッシュアワー 2015年

メキシコシティ地下鉄（メキシコシティちかてつ）はメキシコの首都メキシコシティの大部分をカバーする公共交通機関である。同地下鉄は世界で初めて各駅にシンボルを設けたことで知られる。また、料金が全区間均一であることでも知られる。なお、建設はフランスが技術提供したため、A号線を除くと、ゴムタイヤと鋼鉄車輪の軌道や台車になっている（詳しくはメトロ (パリ)を参照）。2015年現在の総延長は226.5 km、12路線、195駅に達し、米大陸ではニューヨーク地下鉄に次ぐ規模となっている。

## 路線
| 路線 | 路線   | 区間                                                          | 駅数 | 距離                         | 開通日         |
| ---- | ------ | ------------------------------------------------------------- | ---- | ---------------------------- | -------------- |
|      | 1号線  | オブセルバトリオ(Observatorio) - パンティトラン(Pantitlán)    | 20   | 16.65キロメートル (10.35 mi) | 1969年9月4日   |
|      | 2号線  | クアトロ・カミーノス(Cuatro Caminos) - タスケーニャ(Tasqueña) | 24   | 20.71キロメートル (12.87 mi) | 1970年8月1日   |
|      | 3号線  | Indios Verdes - Universidad                                   | 21   | 21.28キロメートル (13.22 mi) | 1970年11月20日 |
|      | 4号線  | Martín Carrera - Santa Anita                                  | 10   | 9.36キロメートル (5.82 mi)   | 1981年8月29日  |
|      | 5号線  | Politécnico - Pantitlán                                       | 13   | 14.44キロメートル (8.97 mi)  | 1981年12月19日 |
|      | 6号線  | El Rosario - Martín Carrera                                   | 11   | 11.43キロメートル (7.10 mi)  | 1983年12月21日 |
|      | 7号線  | El Rosario - Barranca del Muerto                              | 14   | 17.01キロメートル (10.57 mi) | 1984年12月20日 |
|      | 8号線  | Garibaldi / Lagunilla - Constitución de 1917                  | 19   | 17.68キロメートル (10.99 mi) | 1994年7月20日  |
|      | 9号線  | Tacubaya - Pantitlán                                          | 12   | 13.03キロメートル (8.10 mi)  | 1987年8月26日  |
|      | A号線  | Pantitlán - La Paz                                            | 10   | 14.89キロメートル (9.25 mi)  | 1991年8月12日  |
|      | B号線  | Ciudad Azteca - Buenavista                                    | 21   | 20.28キロメートル (12.60 mi) | 1999年12月15日 |
|      | 12号線 | Mixcoac - Tláhuac                                             | 20   | 24.32キロメートル (15.11 mi) | 2012年10月30日 |

以下はメキシコシティ地下鉄の路線と駅の一覧である。
1. ラインカラー
2. 営業距離
3. 総距離
4. 使用車両
5. 駅数
6. 方面
7. 歴史
8. 備考

### 1号線:Observatorio – Pantitlán間
1. ピンク
2. 16.654キロメートル
3. 18.828キロメートル

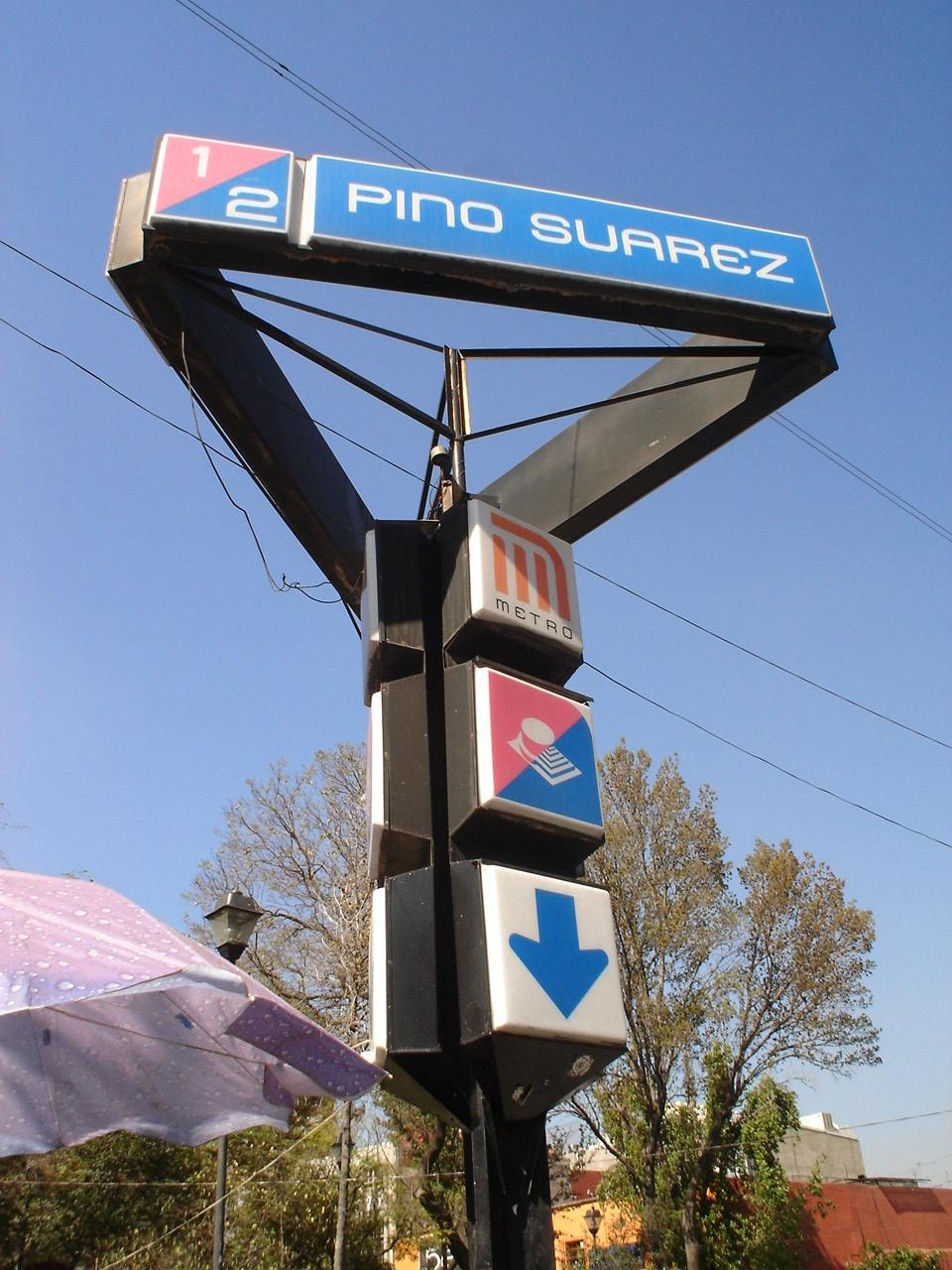
駅入り口の看板（1号線・2号線 ピノ・スアレス駅）

4. MP-68系車両（1968年フランス製）、NE-92系車両（1992年スペイン製）
5. 20
6. 市の中心部を東西に走る
7. 歴史
  - 1969年9月4日:Chapultepec - Zaragoza間が開通
  - 1970年4月11日:Chapultepec - Juanacatlán間が開通
  - 1970年11月20日:Juanacatlán - Tacubaya間が開通
  - 1971年6月10日:Tacubaya - Observatorio間が開通
  - 1984年8月22日:Zaragoza - Pantitlán間が開通

オブセルバトリオ駅 - Tacubaya駅 （7号線、9号線と接続） - Juanacatlán駅 - Chapultepec駅 - Sevilla駅 - Insurgentes駅 - Cuauhtémoc駅 - Balderas駅 （3号線と接続） - Salto del Agua駅 （8号線と接続） - Isabel la Católica駅 - ピノ・スアレス駅 （2号線と接続） - Merced駅 - カンデラリア駅 （4号線と接続） - San Lázaro駅 （B号線と接続） - Moctezuma駅 - Balbuena駅 - Boulevard Puerto Aéreo駅 - Gómez Farías駅 - Zaragoza駅 - Pantitlán駅 （5号線、9号線、A号線と接続）

### 2号線:Cuatro Caminos – Tasqueña間
1. 青
2. 20.713キロメートル
3. 323.431キロメートル

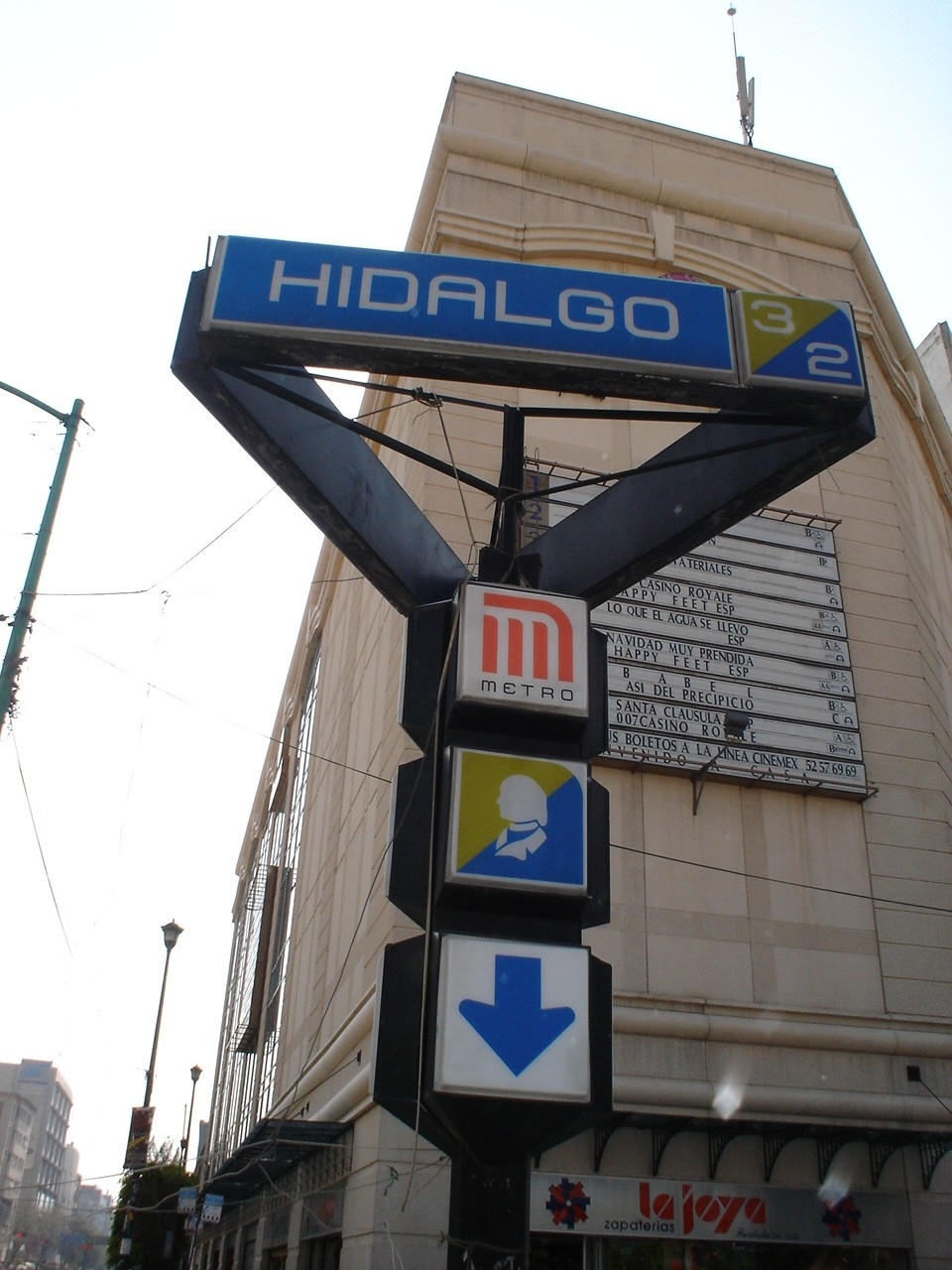
駅入り口の看板（2号線・3号線 Hidalgo駅）

4. Features 45 newNM-02系車両（2004年メキシコ製）
5. 25
6. 市の中心部を北西から南に走る
7. 歴史
  - 1970年8月1日:Pino Suárez - Tasqueña間が開通
  - 1970年9月14日:Pino Suárez - Tacuba間が開通
  - 1984年8月22日:Tacuba - Cuatro Caminos間が開通

Cuatro Caminos駅 - Panteones駅 - Tacuba駅 （7号線と接続） - Cuitláhuac駅 - Popotla駅 - Colegio Militar駅 - Normal駅 - San Cosme駅 - Revolución駅 - Hidalgo駅 （3号線と接続） - Bellas Artes駅 （8号線と接続） - Allende駅 - Zócalo駅 - Pino Suárez駅 （1号線と接続） - San Antonio Abad駅 - Chabacano駅 （8号線、9号線と接続） - Viaducto駅 - Xola駅 - Villa de Cortés駅 - Nativitas駅 - Portales駅 - Ermita駅 - General Anaya駅 - Tasqueña駅 （ライトレール と接続）

### 3号線:Indios Verdes – Universidad間
1. カーキグリーン
2. 21.278キロメートル
3. 23.609キロメートル
4. 21
5. 市の中心部を南北に走る
6. 歴史

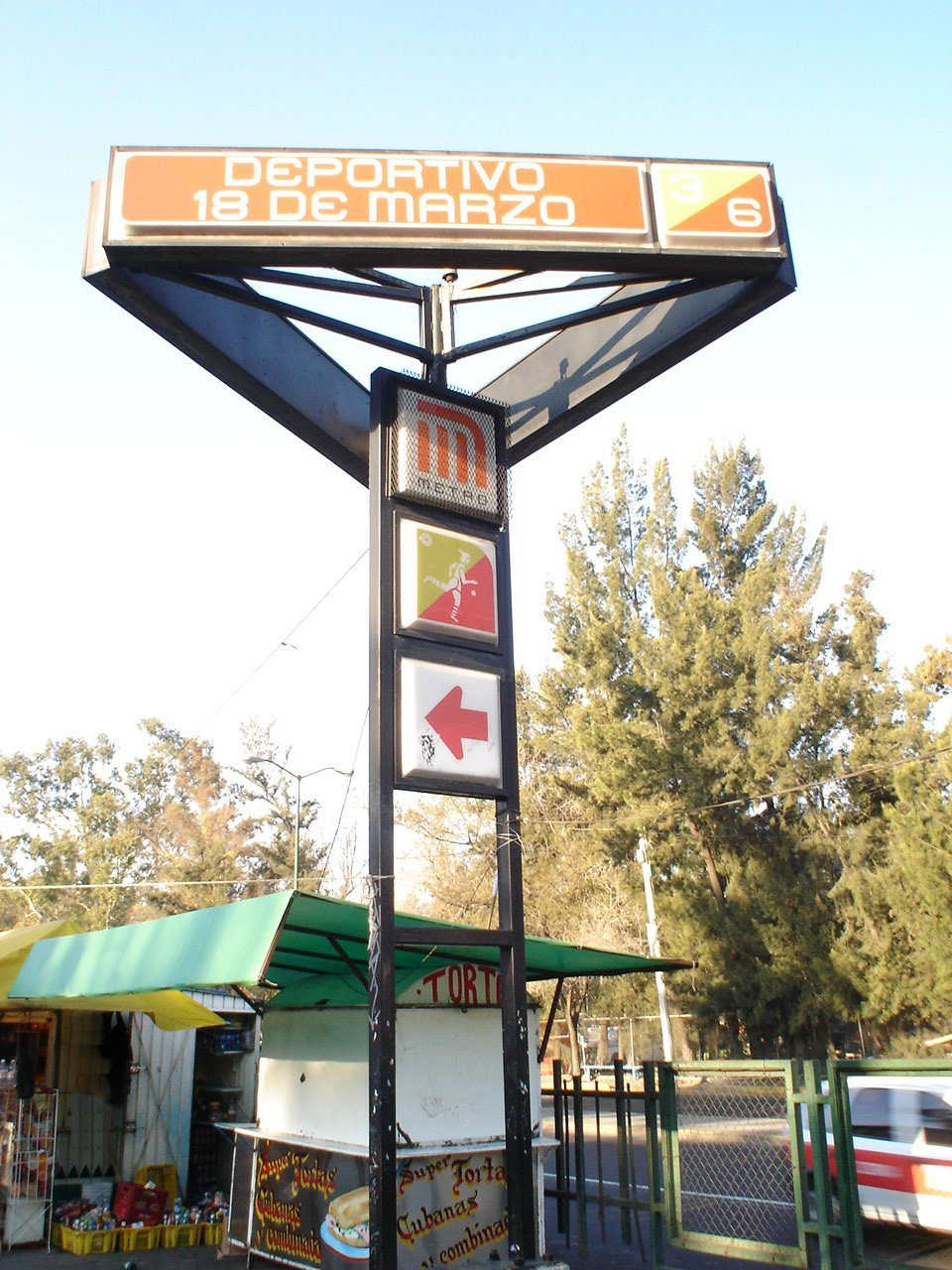
駅入り口の看板（3号線・6号線 Deportivo 18 de Marzo駅）

  - 1970年11月20日:Tlatelolco - Hospital General間が開通
  - 1978年8月25日:Tlatelolco - La Raza間が開通
  - 1979年12月1日:La Raza - Indios Verdes間が開通
  - 1980年6月7日:Hospital General - Centro Médico間が開通
  - 1980年8月25日:Centro Médico - Zapata間が開通
  - 1983年8月30日:Zapata - Universidad間が開通

Indios Verdes駅 - Deportivo 18 de Marzo駅 （6号線と接続） - Potrero駅 - La Raza駅 （5号線と接続） - Tlatelolco駅 - Guerrero駅 （B号線と接続） - Hidalgo駅 （2号線と接続） - Juárez駅 - Balderas駅 （1号線と接続） - Niños Héroes駅 - Hospital General駅 - Centro Médico駅 （9号線と接続） - Etiopía駅 - Eugenia駅 - División del Norte駅 - Zapata駅 - コヨアカン駅 - Viveros駅 - Miguel Ángel de Quevedo駅 - Copilco駅 - Universidad駅

### 4号線:Santa Anita – Martín Carrera間
1. 水色
2. 9.363キロメートル
3. 10.747キロメートル
4. 10
5. 市の東部を南北に走る
6. 歴史

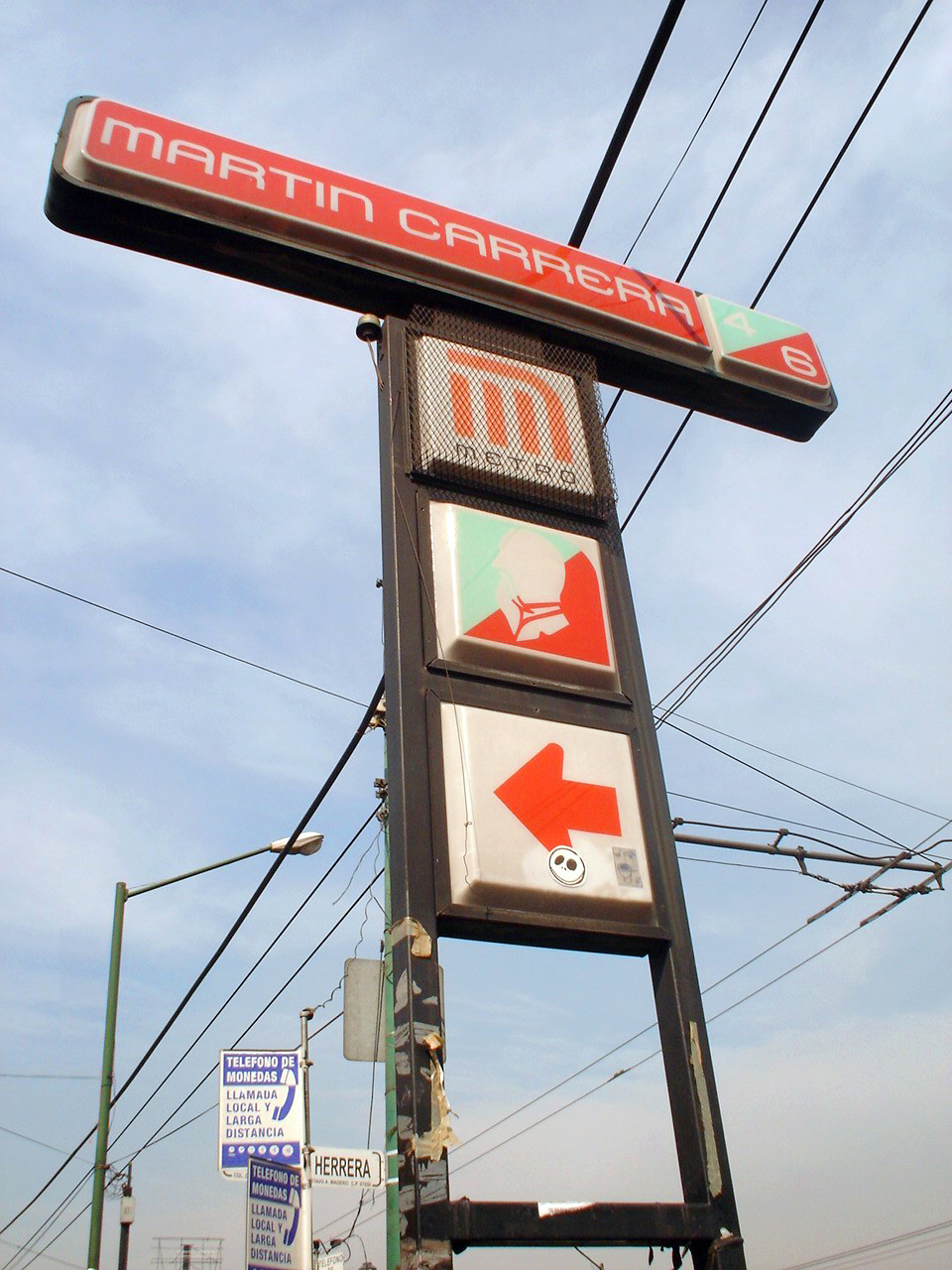
駅入り口の看板（4号線・6号線 Martín Carrera駅）

  - 1981年8月29日:Martín Carrera - Candelaria間が開通
  - 1982年5月26日:Candelaria - Santa Anita間が開通

| 駅名/スペイン語                        | シンボルマーク                         | 構造 | 乗換  | 開業          |
| -------------------------------------- | -------------------------------------- | ---- | ----- | ------------- |
| マルティン・カレーラ駅/Martín Carrera  | マルティン・カレーラ                   | 地上 | 6号線 | 1981年8月29日 |
| タリスマン駅/Talisman                  | マンモス                               | 高架 | なし  | 1981年8月29日 |
| ボンドヒート駅/Bondojito               | ノパル                                 | 高架 | なし  | 1981年8月29日 |
| コンスラド駅/Consulado                 | 水道に流れる水の横断面                 | 高架 | 5号線 | 1981年8月29日 |
| カナル・デル・ノルテ駅/Canal del Norte | 溝形鋼に流れる水の横断面               | 高架 | なし  | 1981年8月29日 |
| モレーロス駅/Morelos                   | ホセ・マリア・モレーロス               | 高架 | B号線 | 1981年8月29日 |
| カンデラリア駅/Candelaria              | アヒル                                 | 地上 | 1号線 | 1981年8月29日 |
| フライ・セルバンド駅/Fray Servando     | フライ・セルバンド                     | 高架 | なし  | 1982年5月26日 |
| ハマイカ駅/Jamaica                     | トウモロコシ                           | 高架 | 9号線 | 1982年5月26日 |
| サンタ・アニタ駅/Santa Anita           | ゴンドラの上でカヌーを漕ぐ人(チナンパ) | 高架 | 8号線 | 1982年5月26日 |

### 5号線:Politécnico – Pantitlán間
1. 黄色
2. 14.435キロメートル
3. 15.675キロメートル
4. 13
5. 北から東方面へ
6. 歴史

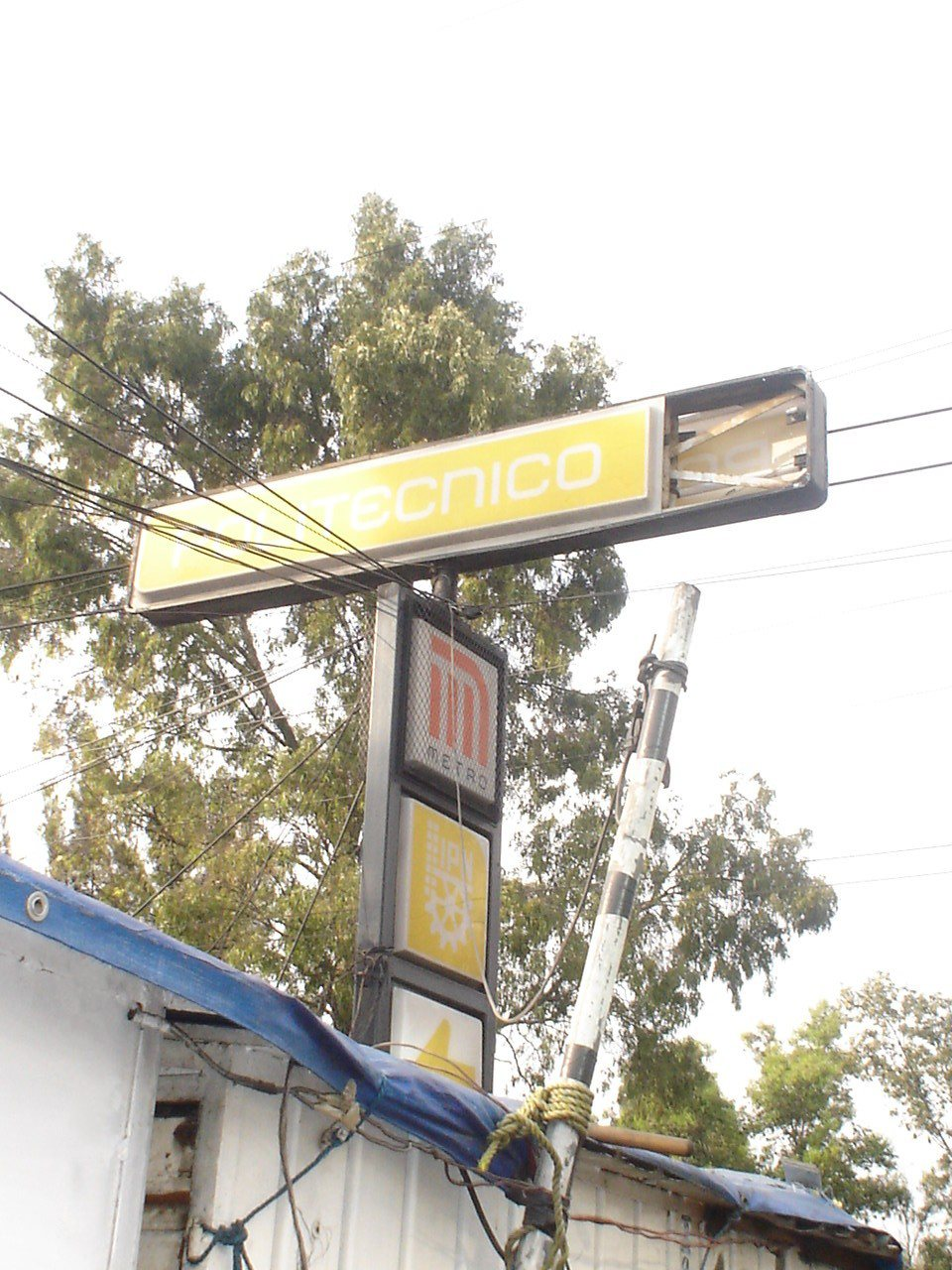
駅入り口の看板（5号線 Politécnico駅）

  - 1981年12月19日:Pantitlán - Consulado間が開通
  - 1982年7月1日:Consulado - La Raza間が開通
  - 1982年8月30日:La Raza - Politécnico間が開通

Politécnico駅 - Instituto del Petróleo駅 （6号線と接続） - Autobuses del Norte駅 - La Raza駅 （3号線と接続） - Misterios駅 - Valle Gómez駅 - Consulado駅 （4号線と接続） - Eduardo Molina駅 - Aragón駅 - Oceanía駅 （B号線と接続） - Terminal Aérea駅 - Hangares駅 - Pantitlán駅 （1号線、9号線、A号線と接続）

### 6号線:El Rosario – Martín Carrera間
1. スカーレット
2. 11.434キロメートル
3. 13.947キロメートル
4. 11
5. 市の北側を東西に走る
6. 歴史

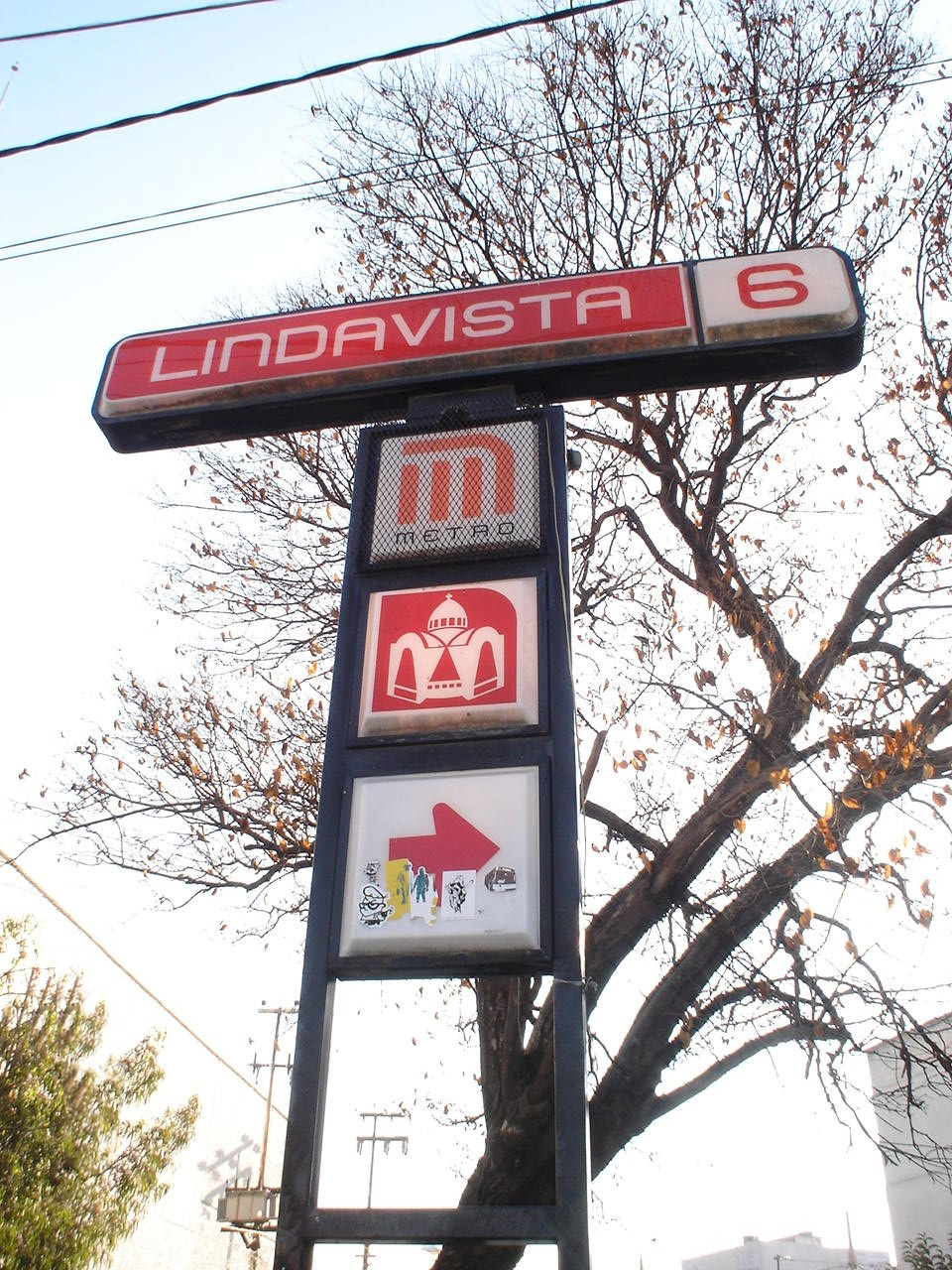
駅入り口の看板（6号線 Lindavista駅）

  - 1983年12月21日:El Rosario - Instituto del Petróleo間が開通
  - 1986年7月8日:Instituto del Petróleo - Martín Carrera間が開通

| 駅名/スペイン語                                               | シンボルマーク                         | 構造 | 乗換  | 開業           |
| ------------------------------------------------------------- | -------------------------------------- | ---- | ----- | -------------- |
| エル・ロサリオ駅/El Rosario                                   | ロザリオ                               | 地上 | 7号線 | 1983年12月21日 |
| テソソモク駅/Tezozómoc                                        | テソソモク                             | 地下 | なし  | 1983年12月21日 |
| アスカポツァルコ駅/Azcapotzalco                               | 蟻                                     | 地下 | なし  | 1983年12月21日 |
| フェレリア駅/Ferrería                                         | アレナ・シウダ・デ・メヒコ             | 地下 | なし  | 1983年12月21日 |
| ノルテ45駅/Norte45                                            | 羅針盤                                 | 地下 | なし  | 1983年12月21日 |
| バジェーホ駅/Vallejo                                          | 工場                                   | 地下 | なし  | 1983年12月21日 |
| インスティトゥート・デル・ペトロレオ駅/Instituto del Petróleo | デリック                               | 地下 | 5号線 | 1983年12月21日 |
| リンダビスタ駅/Lindavista                                     | サン・カエタノ教会                     | 地下 | なし  | 1986年7月8日   |
| デポルティーボ・18・デ・マルソ駅/Deportivo 18 de marzo        | フエゴ・デ・ペロータ                   | 地下 | 3号線 | 1986年7月8日   |
| ラ・ビリャ・バシリカ駅/La Villa-Basílica                      | グアダルーペの聖堂とグアダルーペの聖母 | 地下 | なし  | 1986年7月8日   |
| マルティン・カレーラ駅/Martín Carrera                         | マルティン・カレーラ                   | 地下 | 4号線 | 1986年7月8日   |

### 7号線:El Rosario – Barranca del Muerto間
1. オレンジ
2. 17.011キロメートル
3. 18.784キロメートル
4. 14
5. 歴史
  - 1984年12月20日:Tacuba - Auditorio間が開通
  - 1985年8月22日:Auditorio - Tacubaya間が開通
  - 1985年12月19日:Tacubaya - Barranca間が開通
  - 1988年12月29日:Tacuba - El Rosario間が開通

El Rosario駅 （6号線と接続） - Aquiles Serdán駅 - Camarones駅 - Refinería駅 - Tacuba駅 （2号線と接続） - San Joaquín駅 - Polanco駅 - Auditorio駅 - Constituyentes駅 - Tacubaya駅 （1号線、9号線と接続） - San Pedro de los Pinos駅 - San Antonio駅 - Mixcoac駅 - Barranca del Muerto駅

### 8号線:Garibaldi – Constitución de 1917間
1. ライトグリーン
2. 16.679キロメートル
3. 20.078キロメートル
4. 19
5. 市の中心部を南から東に走る
6. 歴史

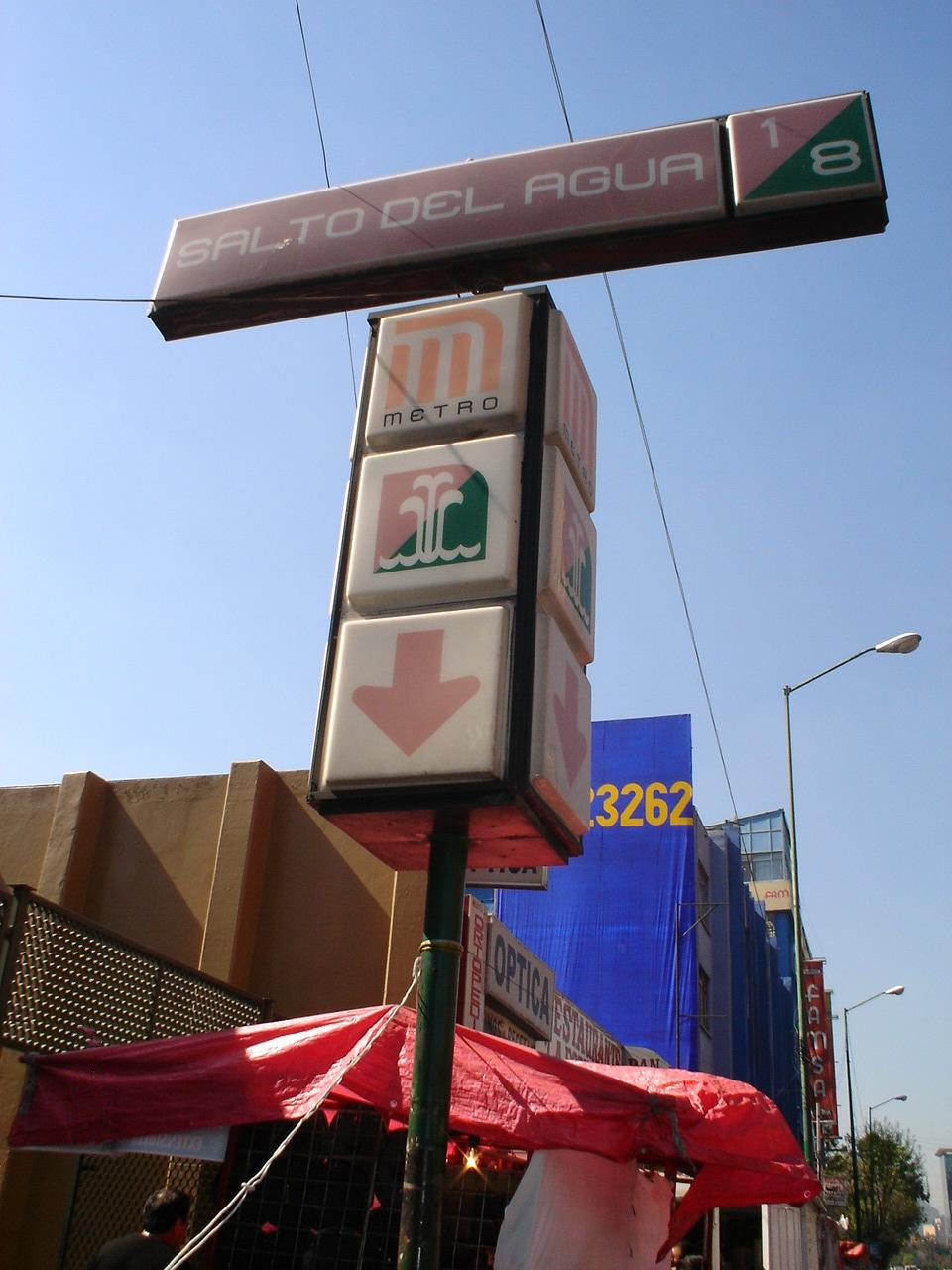
駅入り口の看板（8号線・1号線 Salto del Agua駅）

  - 1994年7月20日:Garibaldi - Constitución de 1917間が開通

Garibaldi駅 （B号線と接続） - Bellas Artes駅 （2号線と接続） - San Juan de Letrán駅 - Salto del Agua駅 （1号線と接続） - Doctores駅 - Obrera駅 - Chabacano駅 （2号線、9号線と接続） - La Viga駅 - Santa Anita駅 （4号線と接続） - Coyuya駅 - Iztacalco駅 - Apatlaco駅 - Aculco駅 - Escuadrón 201駅 - Atlatilco駅 - Iztapalapa駅 - Cerro de la Estrella駅 - UAM-I駅 - Constitución de 1917駅

### 9号線:Tacubaya – Pantitlán間
1. 茶色
2. 13.033キロメートル
3. 15.375キロメートル
4. 12
5. 市の南側を東西に走る
6. 歴史
  - 1987年8月26日:Pantitlán - Centro Médico間が開通
  - 1988年8月29日:Centro Médico - Tacubaya 間が開通
7. 両終着駅のTacubaya駅とPantitlán駅は1号線と接続するため、1号線のバイパス線で開通したと思える。

Tacubaya駅 （1号線、7号線と接続） - Patriotismo駅 - Chilpancingo駅 - Centro Médico駅 （3号線と接続） - Lázaro Cárdenas駅 - Chabacano駅 （2号線、8号線と接続） - Jamaica駅 （4号線と接続） - Mixiuhca駅 - Velódromo駅 - Ciudad Deportiva駅 - Puebla駅 - Pantitlán駅 （1号線、5号線、A号線と接続）

### A号線(10):Pantitlán – La Paz間
1. プラムパープル
2. 14.893キロメートル
3. 23.722キロメートル
4. 10
5. 東方面へ走る
6. 歴史
  - 1991年8月12日:Pantitlán - La Paz間が開通
7. Pantitlán駅以外の乗換駅は存在しない。・唯一鋼鉄車輪と架空線式架線の路線

Pantitlán駅 （1号線、5号線、9号線と接続） - Agricola Oriental駅 - Canal de San Juan駅 - Tepalcates駅 - Guelatao駅 - Peñón Viejo駅 - Acatitla駅 - Santa Marta駅 - Los Reyes駅 - La Paz駅

### B号線(11):Buenavista – Ciudad Azteca間
1. 緑と銀色
2. 20.278キロメートル
3. 23.722キロメートル
4. 21
5. 市の中心部を北から東に走る
6. 歴史

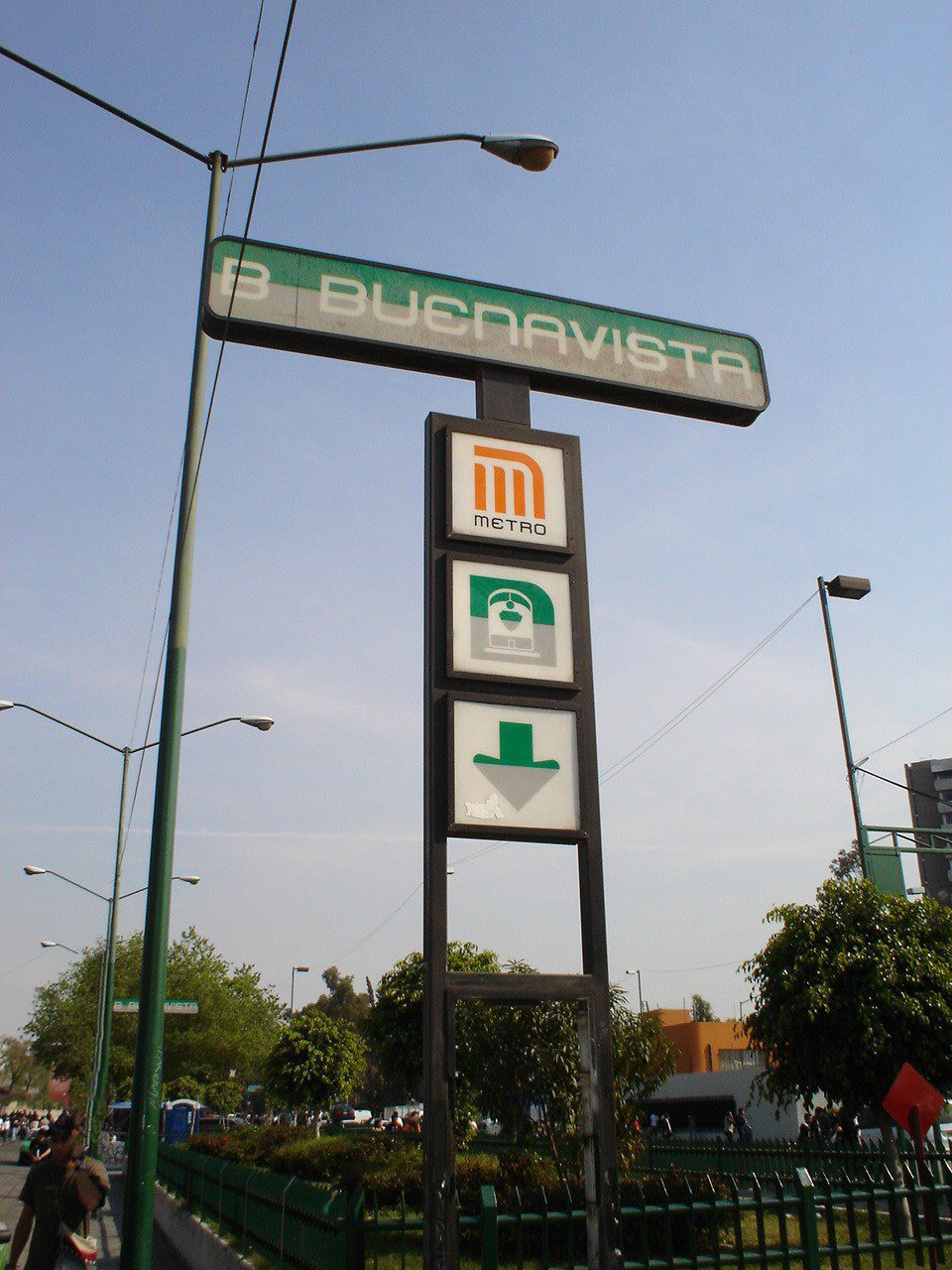
駅入り口の看板（B号線 Buenavista駅）

  - 1999年12月15日:Buenavista - Villa de Aragón間が開通
  - 2000年11月30日:Villa de Aragón - Ciudad Azteca間が開通
7. 備考
  - 2002年:コンティネンテス(Continentes)駅はネサワルコヨトル(Nezahualcóyotl)駅に改称
  - 2008年:テクノロヒコ(Tecnológico)駅はエカテペック(Ecatepec)駅に改称

Buenavista駅 - Guerrero駅 （3号線と接続） - Garibaldi駅 （8号線と接続） - Lagunilla駅 - Tepito駅 - Morelos駅 （4号線と接続） - San Lázaro駅 （1号線と接続） - Ricardo Flores Magón駅 - Romero Rubio駅 - Oceanía駅 （5号線と接続） - Deportivo Oceanía駅 - Bosque de Aragón駅 - Villa de Aragón駅 - Nezahualcóyotl駅 - Impulsora駅 - Río de los Remedios駅 - Muzquiz駅 - Tecnológico駅 - Olímpica駅 - Plaza Aragón駅 - Ciudad Azteca駅

### 12号線(C):Mixcoac – Tláhuac間
1. 金色
2. 24キロメートル
3. 24キロメートル
4. 23
5. 南から東へ走る
6. 歴史
  - 2012年10月30日:Mixcoac - Tláhuac間が開通
  - 2014年3月:Atlalilco - Tláhuac間で運行停止
  - 2015年9月:同区間運行再開
  - 2021年5月3日:オリボス駅付近で高架が崩落して走行中の電車が落下。高架下の自動車も巻き添えとなった。少なくとも23人が死亡、約50人が病院へ搬送された[1]。詳細は2021年メキシコシティ地下鉄高架橋崩落事故を参照。

Mixcoac駅（7号線と接続） - Insurgentes Sur駅 - 20 de Noviembre駅 - Zapata駅（3号線と接続） - Parque de los Venados駅 - Eje Central駅 - Ermita駅（2号線と接続） - Mexicaltzingo駅 - Atlalilco駅（8号線と接続） - Culhuacán駅 - San Andrés Tomatlán駅 - Lomas Estrella駅 - Calle 11駅 - Periférico Oriente駅 - Tezonco駅 - Olivos駅 - Nopalera駅 - Zapotitlán駅 - Tlaltenco駅 - Tláhuac駅

## 大衆文化
1990年のアメリカ映画『トータル・リコール』はメキシコシティで撮影され、未来の地下鉄はメキシコシティ地下鉄が使われている。